# Innari Dalur
Innari Dalur (dansk: Inderdalen) er en dal i den vestlige del af bygden Fuglafjørður på Eysturoy i Færøerne. Den er omgivet af Fuglafjørður i øst, fjeldet Gjógvaráfjall mod syd, Jøklaskarð mod vest og fjeldene Blábjørg og Slætnatindur mod nord.

## Fuglafjørðurs dale

### Østdalene
- Ytri Dalur (også kaldet Kambsdalur)
- Heimari Dalur (også Breiðádalur)
- Innari Dalur (også Jøkladalur)

### Vestdalene
- Halgadalur
- Góðidalur

### Norddalene
- Flatirnar
- Hjarðardalur